# Меланезійська міфологія

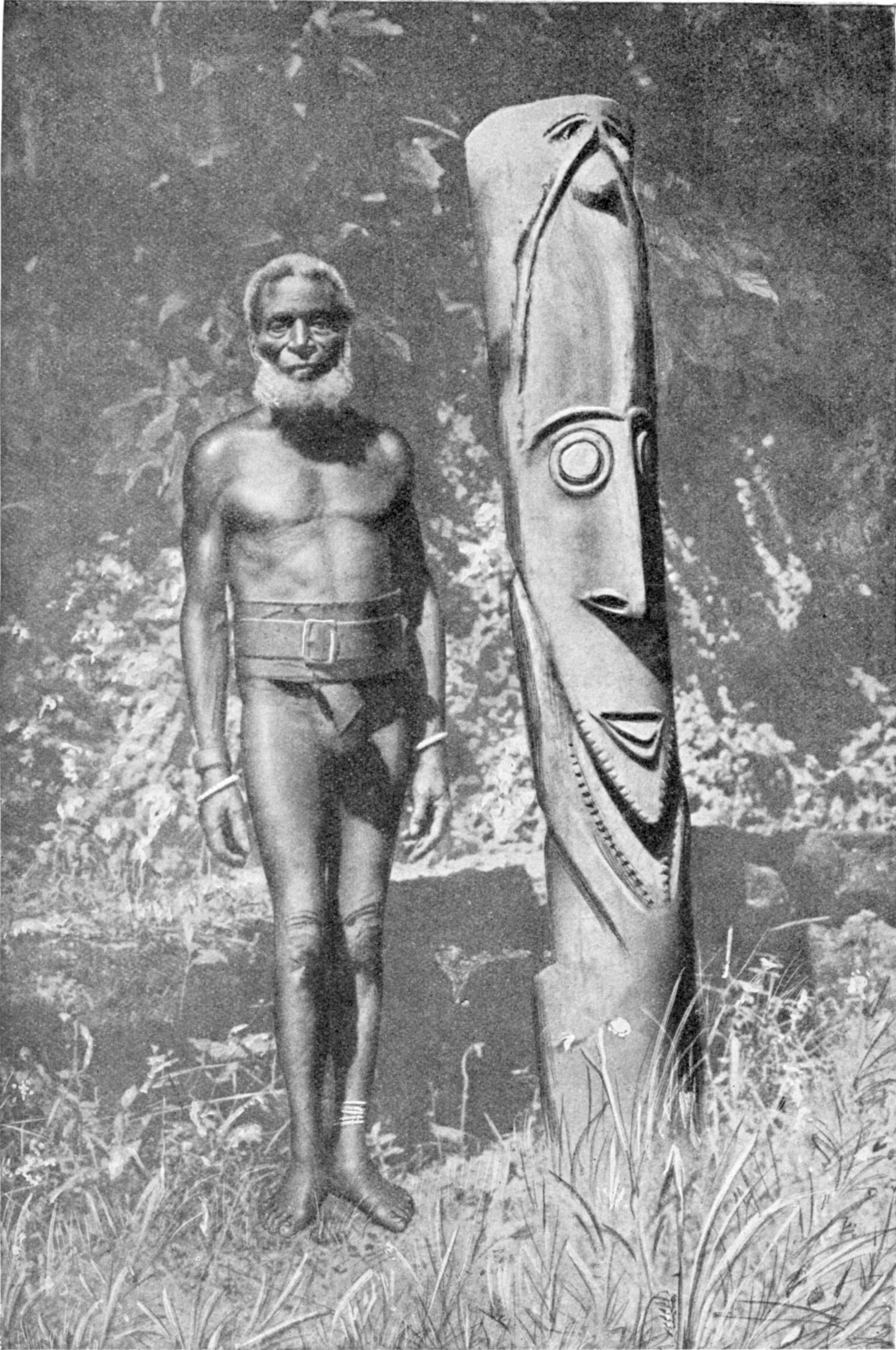
Тотемний стовп сакрального лісу на острові Амбрим, Нові Гебриди.

Меланезійська міфологія — це комплекс міфологічних уявлень меланезійців — жителів архіпелагів і островів Меланезії, а також окремих районів Нової Гвінеї. Характер і рівень розвитку міфологічних уявлень і міфологічного фольклору у меланезійців визначається такими факторами, як значна етнічна і мовна подрібненість і збереження (до приходу європейців) відносин общинно-родового ладу, який пережив у різних районах різні стадії розвитку. На долі вірувань позначилися також контакти меланезійців з сусідніми етносами, в першу чергу — папуасами і жителями островів Полінезії.
Значне місце в віруваннях займають міфи світоутворення, які виявляють досить слабкий зв'язок з аграрними культами і ритуалами і мають певну тенденцію, з одного боку, до перетворення у чарівні казки, з іншого — до розвитку героїчних мотивів. Найархаїчніші версії міфів, в яких деміургами виступають могутні самотні істоти — духи-змії (або антропоморфні духи, здатні перевтілюватися в змій): Те Лагулагу (у гуантуна), Агунуа (Сан-Крістобаль), Нденгеі (Фіджі), Вонайо (острів Расселл), Кват і Кахаусібваре (Соломонові острови); хтонічні істота Віндоне (Нова Каледонія); стара, з якою пов'язують добування вогню, прісної води і поява смерті. Агунуа — головний дух (фігона), втілений у величезній змії; на відміну від більшості місцевих фігона, що постають у вигляді жінок, він чоловік. Агунуа створив море, землю, тварин, грім і блискавку, дощ і бурі. З ним пов'язані ритуали та церемонії, в тому числі — пожертва йому перших плодів та пісні магічного характеру.

## Культурні герої

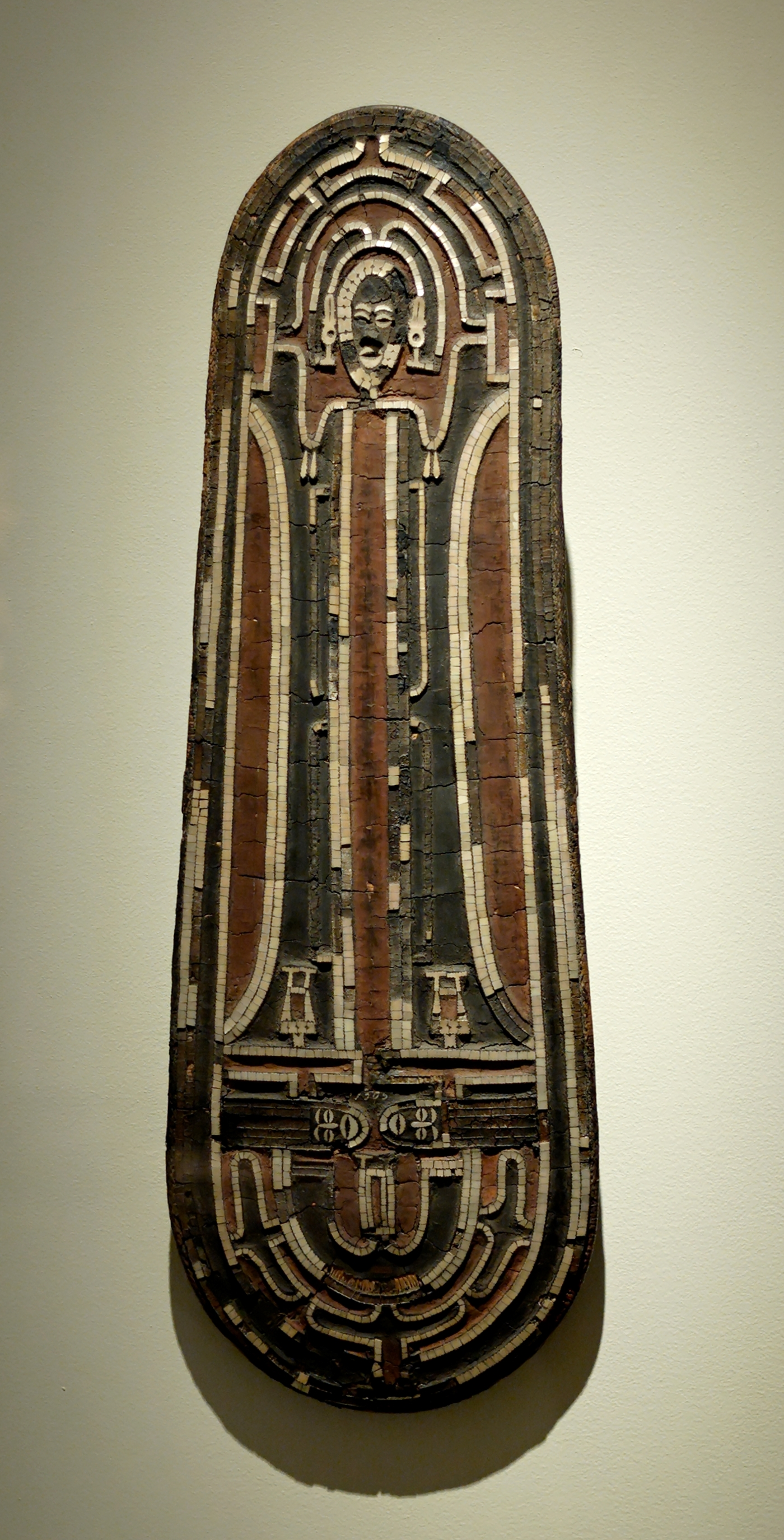
Церемоніальний щит. Соломонові острови.

Однак переважаючими у віруваннях, безумовно, є міфи про першотворців — культурних героїв, братів-близнюків або про ряд братів (дванадцять або п'ять; останні почасти ідентифікуються з п'ятьма пальцями руки):
- гуантуна — це Те Кабінана і Те Карвуву (або Те Пурга), сини Те Лагулагу;
- на Нових Гебридах — Тагара з братами чи Амбат (Камбат) з чотирма братами;
- на Соломонових островах — Варохунука і брати;
- на островах Банкс — дванадцять братів на чолі з Кватом, який зобов'язаний народженням матері-каменю.

Брати виступають як першотворці — творці всієї безлічі речей, явищ природи, тваринного і рослинного світу, заселених островів. Їм також часто приписують створення людей (вони вирізують людські фігурки з дерева, ліплять із землі, творять з кокосового горіха, креслять їхні зображення на піску тощо), а також всіх елементів соціуму. Своїми «першими» діями в різних сферах брати відкривають полювання, риболовлю, городництво, стають творцями перших знарядь, будинків, човнів, музичних інструментів, а також — перших трудових навичок і соціальних установлень (дуальної екзогамії та інше). Існує точка зору, згідно з якою сама концепція двох братів-першотворців зобов'язана міфологічному переосмисленню дуальної організації родового колективу. До «перших» вчинків братів зводяться сформовані підвалини життя і поведінки людей, ритуальна практика, в тому числі і такі явища, як війна, людожерство, ворожнеча, крадіжки тощо. Як правило, брати-деміурги досить послідовно протиставляються один одному: зазвичай перший (старший) брат наділений мудрістю, винахідливістю, почуттям гідності, саме він створює культурні блага, що забезпечують нормальне життя, у той час як другий (молодший) брат, підступний, нерозбірливий у засобах і дурний, псує створене першим і сам творить шкідливі речі. Особливо виділяються міфи про виникнення смерті, втім, не завжди пов'язані зі справами культурних героїв. За цими міфами, люди спочатку не вмирали, міняючи шкіру подібно до вужів, але потім через чиєсь втручання втратили цю здатність і стали смертними.
Брати-першотворці можуть виступати одночасно і як персонажі героїко-міфологічних сказань, які лише частково пов'язані з «культурними» темами. Типовий приклад героїко-культурного сюжету — розповідь про вбивство Амбатом гігантського молюска, про перетворення його після загибелі на острів і про освоєння цього острова для нормального життя. Інші героїчні сюжети описують зіткнення між жителями різних островів, конфлікти на підґрунті міжплемінної ворожнечі, кровної помсти, боротьби за жінок, коштовні предмети (наприклад, війна через пасок, зробленого з раковин перлових скойок). Особливо характерна тема чвар між братами: багато переказів оповідають про низку зіткнень одного брата, справжнього героя (тут він може бути молодшим) з іншими, які заздрять його можливостям і успіхам, прагнуть його знищити, але зазнають невдачі (оповіді про Варохунугамванехаора і його братів-суперників).

## Анімізм

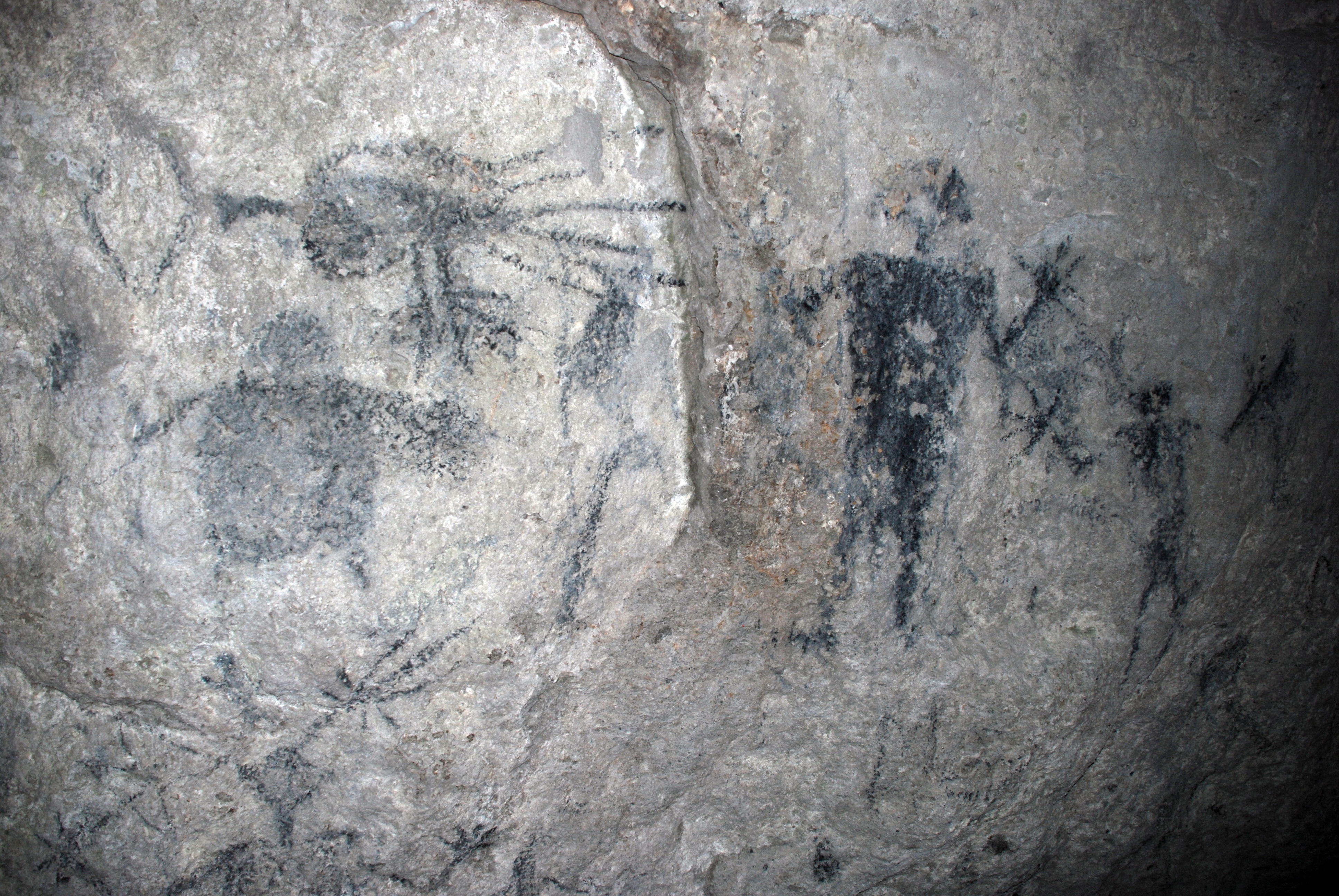
Печерні малюнки з печери Фелза, острів Лелепа, Вануату.

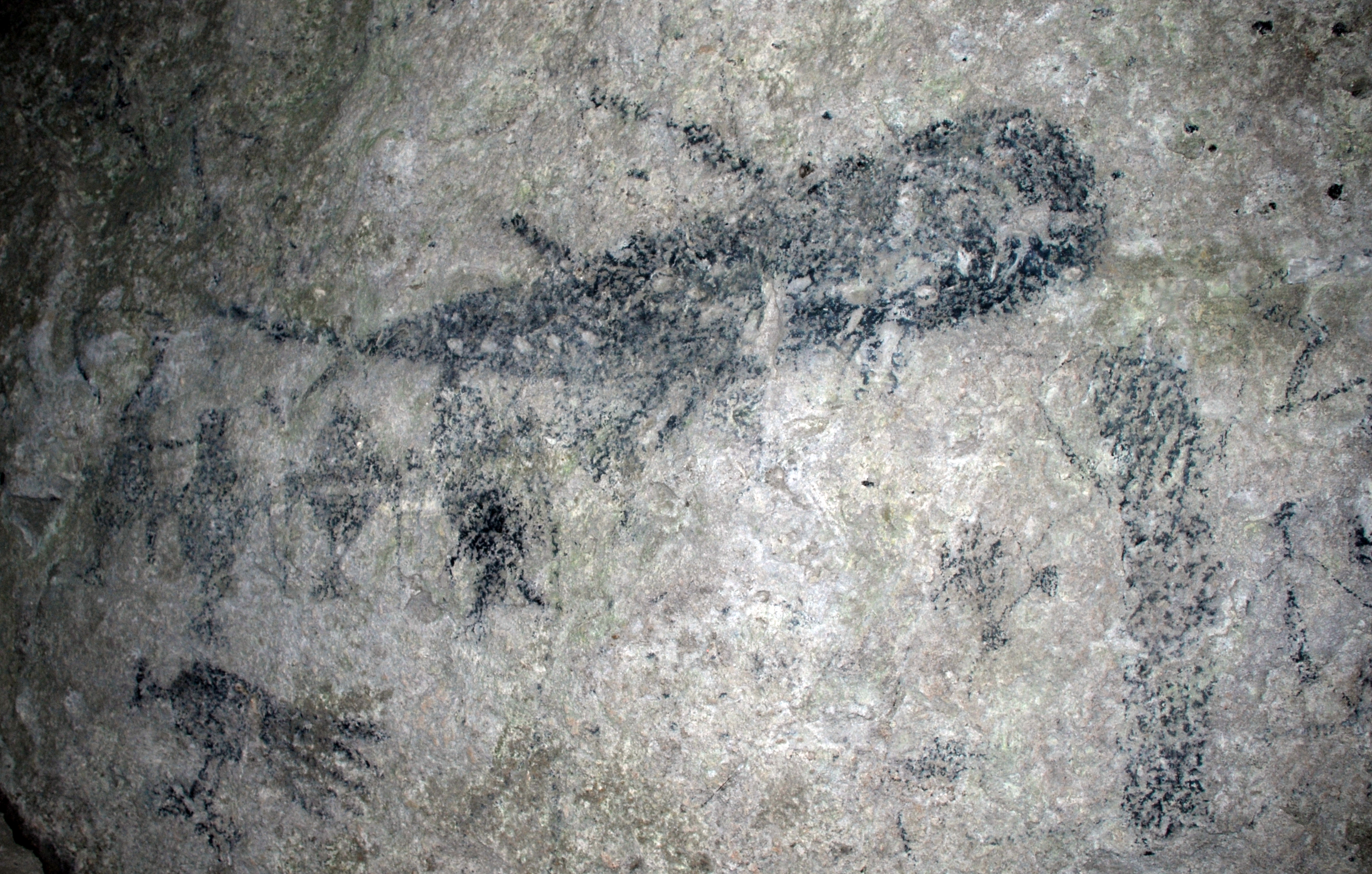
Печерні малюнки з печери Фелза, острів Лелепа, Вануату.

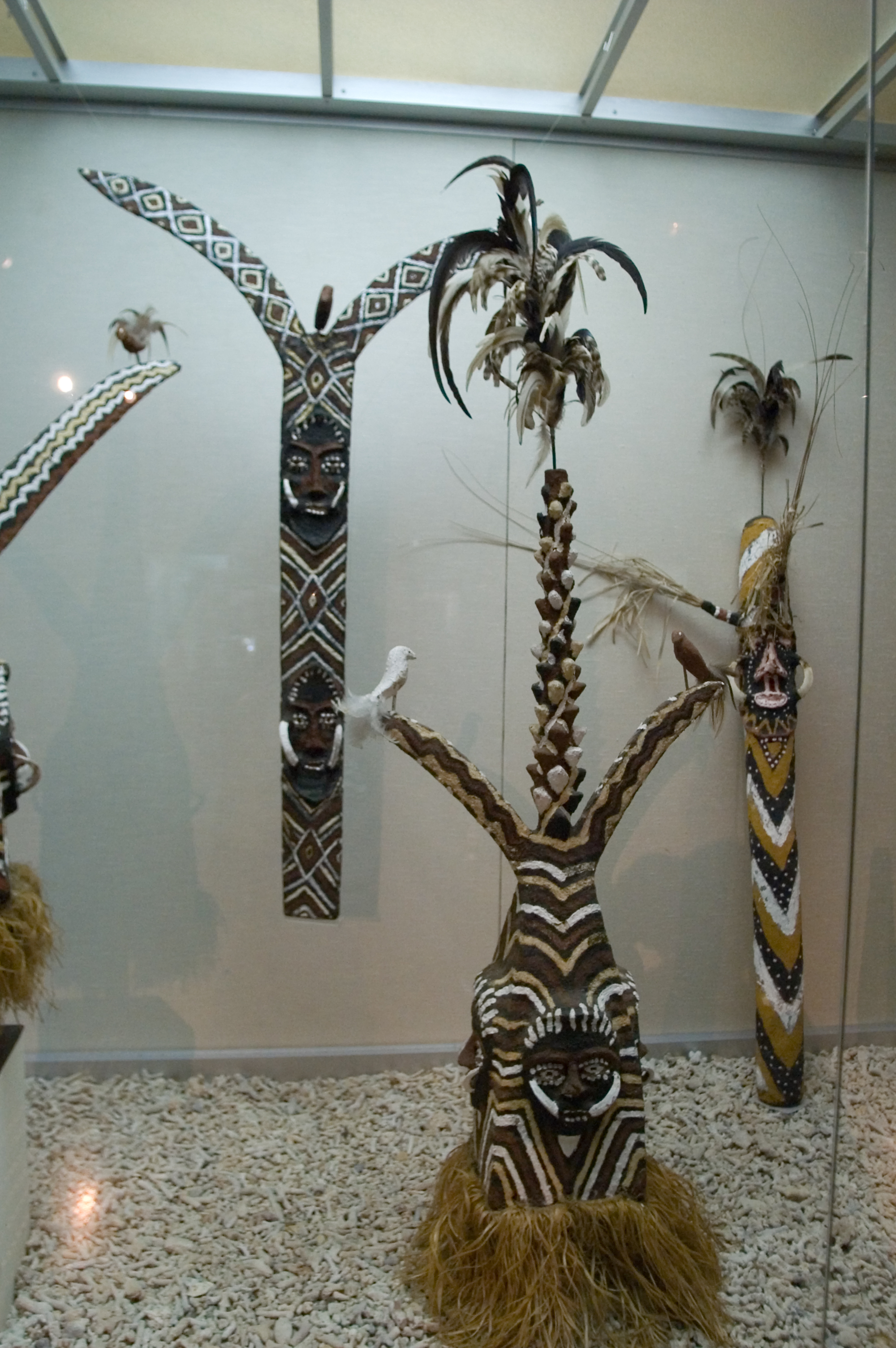
Ритуальне різьблення з дерева. Острів Амбрим, Вануату.

Великий розвиток у меланезійців отримали анімістичні уявлення. Духи природи — це найчастіше міфічні «господарі», істоти з антропоморфними рисами, нерідко здатні до різних перевтілень (у тварин, риб, рослини). У гуантуна духів (кая) уявляли у вигляді величезних змій з людськими головами, вважалося, що вони живуть на рифах або на березі — в норах, у дуплах дерев, у камінні. З кая пов'язували руйнівну діяльність природних сил. Подібні уявлення про людиноподібних істот, що відрізнялися один від одного якимись потворними ознаками (теме), відзначені на Нових Гебридах. Хоча деякі духи, як вважалося, були колись людьми, їх не ідентифікували з предками. Проте уявлення про них виявляють функціональні зв'язки з культом предків: місця перебування духів пов'язуються з родовими сакральними місцями, шанування їх включається до річних ритуалів родючості. На острові Сан-Крістобаль поширені уявлення про фігона (хігона) — невидимих духів, що живуть у водоймах, серед скель або на великих деревах і здатних втілюватися в змій. Поряд з фігона відомі адар (атару) — духи моря, дерев, берега (цим же терміном позначався клас духів померлих), які заподіюють людям шкоду, але передають їм також уві сні мистецтво танцю і охороняють сімейні городи. До фігона і адар зверталися за підтримкою перед військовим походом. У манус і в жителів острова Лау (Фіджі) відомі духи-покровителі, які не мають нічого спільного з родовими предками і не були в минулому людьми; за ними також закріплені печери, камені, дерева.
У меланезійців відзначені уявлення про демонічних істот:
- напівлюдей-напівриб, які мають звичай топити людей;
- безносих невеличких чоловічків з одним оком на лобі, що мають здатність проходити крізь скелі та ліс;
- лісових диких людей — майстрів чаклунства.

Хоча в багатьох місцях Меланезії духи природи і духи померлих називаються однаково і між ними простежуються деякі зв'язки, принципові уявлення про смерть, про духів померлих, про землю померлих, так само як і пов'язаний з ними фольклор, являють самостійну область. Типові уявлення про відхід духів померлих у «свою» землю, що звичайно локалізується на острові, під землею або під водою тощо, про шлях духів, про засоби переправи в землю померлих, про її устрій і образі «життя» в ній. Згідно з уявленнями жителів острова Лау (Фіджі), на шляху до землі духів померлі потрапляють на високу скелю, звідки звуть хвилю або човен, або перебираються туди через дерево, нахилене над лагуною. Разом з тим духи померлих тривалий час (або навіть постійно) перебувають поблизу від будинку або в будинку. У манус в ролі духів-оберегів будинку виступають найближчі померлі родичі-чоловіки. Обов'язок підопічного — здійснити весь комплекс похоронних ритуалів і зберігати череп померлого. Борг «особистого» духу — охороняти живого від «чужих» духів і виконувати його прохання. При порушенні духом цього боргу (особливо після смерті підопічного) череп викидається в море. Вважалося, що дух померлого може ввійти в новонароджене немовля, втілитися в камінь, тварину, птицю, рибу. Відомі розповіді про акул, особистих духів-покровителів, яких їхні господарі посилають вбивати своїх ворогів, про полювання духів на людей, про напади на жінок. Адар, схоплений чоловіком і батьком вбитих ним жінок, змушений дати магічний засіб для воскресіння убитих ним (острів Сан-Крістобаль).

## Мана
Міфологічні уявлення меланезійців в значній мірі обумовлювалися концепцією мана, яка передбачала існування у людей, тварин, предметів особливої життєвої сили або потенції. Вважалося, що такою силою володіють предки, на цьому уявленні ґрунтувалася магічна практика спілкування з предками. В умовах розкладання первіснообщинного ладу і почалася соціальної диференціації концепція мана стала служити звеличенню вождів, нібито отримували мана від самих могутніх предків.

## Тотемізм

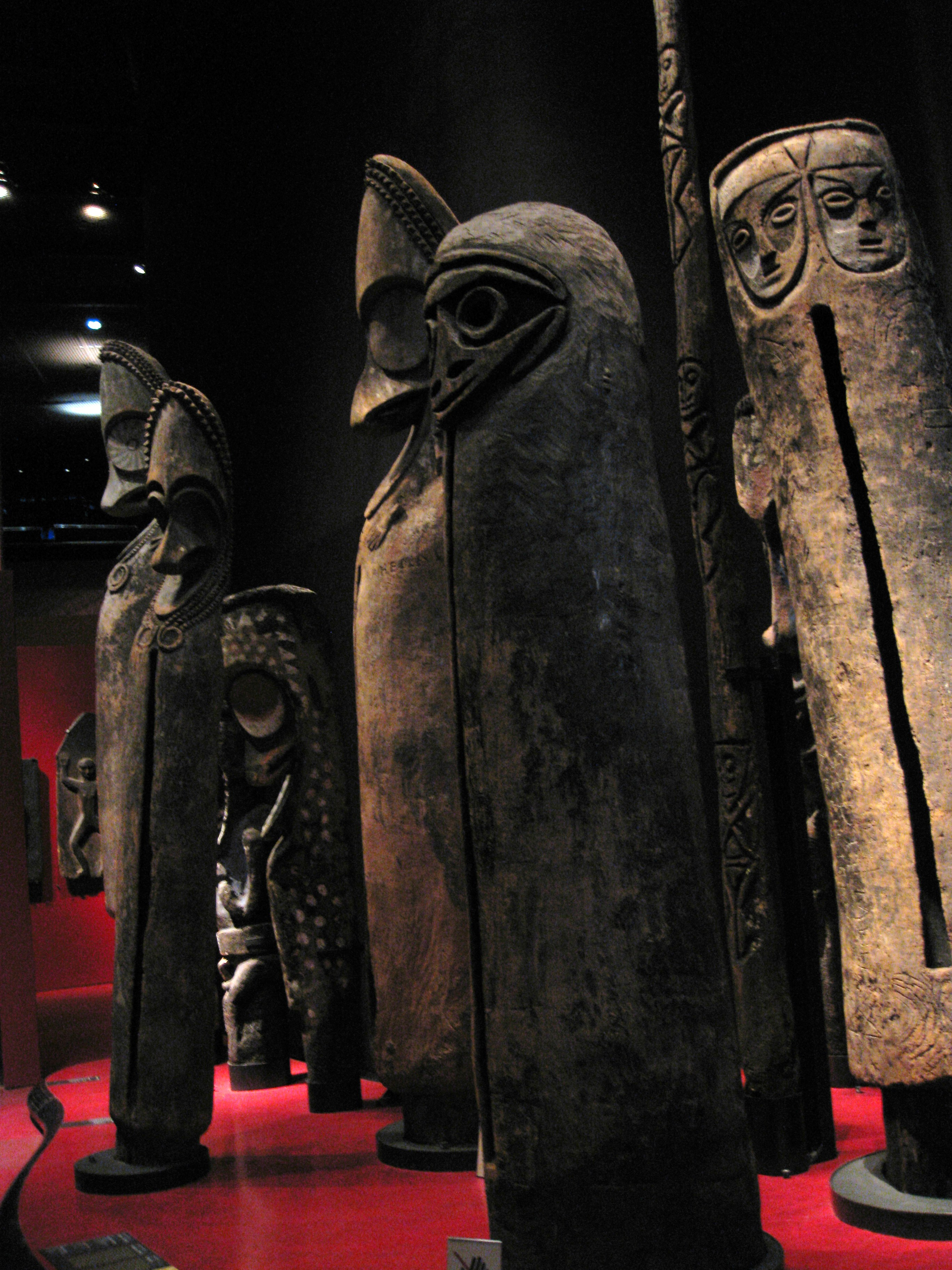
Церемоніальні різьблені з дерева барабани. Вануату.

В уявленнях про предків у ряді випадків зберігаються чіткі сліди тотемізму, що виявляються як у власне міфології, так і в житті, родової організації та генеалогії. На островах Лау (Фіджі) окремі родові групи вели своє походження від тотемних предків — від дерева «ву» (предок), від міфічної курки чи білого пса, від інших тварин і рослин. При цьому такі «предки» перевтілювалися у риб, птахів або в дерева і саме в цій формі безпосередньо впливали на членів «своїх» колективів, допомагаючи або шкодячи їм. Розповіді про зустрічі з інкарнованимі предками повинні були, зокрема, роз'яснювати способи їхнього примирення і попереджати про те, що відповідні види тварин (рослин) не можна вбивати (зривати). Прямими нащадками міфічних (тотемних) предків вважалися родоначальники кланів. На островах Лау члени однієї групи-фратрії вели своє походження (через 9-12 поколінь) від переселенців, яких привів з острова Віті-Леву великий воїн Ндаунісаі; одночасно збереглася і віра в спільного предка (він же прародитель Ндаунісаі) — величезного змія Нденгеі, що мешкав на Віті-Леву. Вважалось, що родоначальники кланів — великі воїни, які володіють мана, і тому до їхніх духів зверталися за допомогою. Спроможність духів до інкарнації, їхня поява перед нащадками у преображенному вигляді, дають можливість простягти тотемний зв'язок у пізніший час.

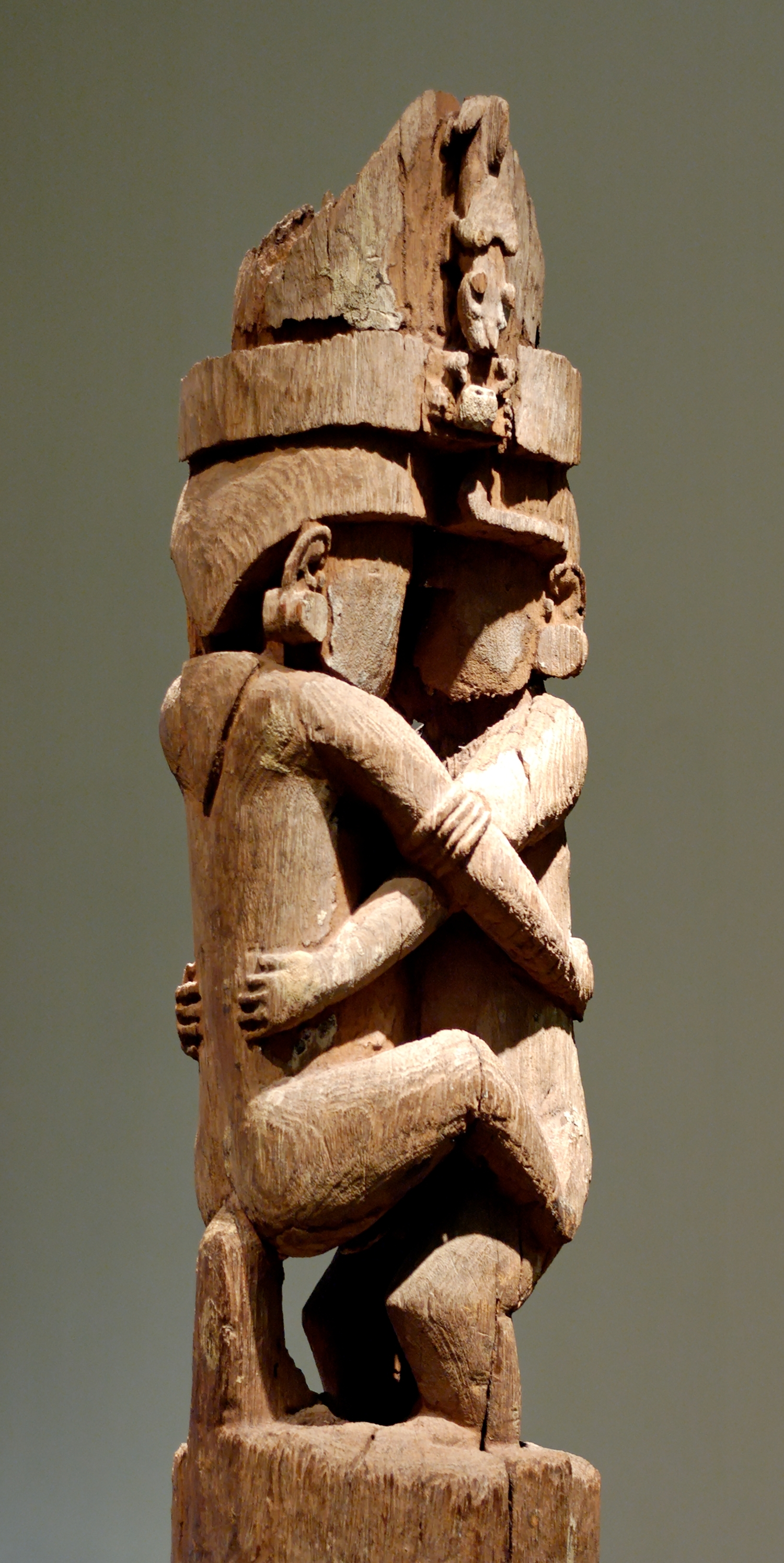
Верхівка церемоніального стовпа. Макіра, Соломонові острови.

Фіджійські матеріали дозволяють вважати, що уявлення про предка-„духа“ людини прийшли на зміну уявленням про предка-рослину, тварину, птицю (міф про Тапасо — першопредка, що змінив у ролі родового покровителя Мберавалакі, в образі якого не було нічого людського). Частиною культу предків був поширений у ряді місць таємний культ, учасники якого за допомогою особливих ритуальних операцій «одержували» мана від предків, що виконували в даній ситуації роль особистих покровителів і захисників. Учасники ритуалів знали заклинальних пісень (меке), які були незрозумілі необізнаним. Культ предків давав зміст цілого ряду регулярних ритуалів і церемоній. Всюди в Меланезії були поширені скульптурні (дерев'яні, місцями кам'яні) зображення предків, вертикальні сигнальні і ритуальні барабани із зображенням осіб предків, у церемоніях велике місце займали ритуальні танці та пісні.

## Епос
З комплексом міфологічних уявлень про першопредків і родових предків — великих воїнів пов'язані ранні форми героїчного пісенного епосу. Наприклад героїчний епос фіджійців (острови Вануа-Леву), для якого характерне злиття історичного початку з міфологічним і підпорядкування мотивів племінної історії міфологічним концепціям організації соціуму. Епічні часи виступають як епоха діяльності великих вождів і міфічних першопредків. Самі події викладаються від імені останніх, як розповіді про те, що вони пам'ятають. У просторових описах відображені сліди космогонічних міфів. Герої-воєводи володіють магічними засобами, отриманими від першопредків. Їм протистоять антропоморфні надприродні істоти. На цьому тлі племінна історія, зрештою, має свої реальні підстави, постає в міфологізованих формах.